# Batalla de las islas Egadas
La batalla de las islas Egadas fue un batalla naval librada el 10 de marzo de 241 a. C. entre las flotas de Cartago y Roma durante la primera guerra púnica. Tuvo lugar entre las islas Egadas, frente a la costa occidental de la isla de Sicilia. Los cartagineses estaban al mando de Hannón, y los romanos el general de Cayo Lutacio Cátulo, pero Quinto Valerio Falto comandó la flota romana durante la batalla. Fue la batalla que finalizó la primera guerra púnica, la cual duró 23 años.
El ejército romano llevaba varios años acosando a los cartagineses en sus últimos reductos de la costa occidental de Sicilia. Casi en bancarrota, los romanos pidieron un préstamo para construir una flota, que usaron para bloquear a los cartaginenses marítimamente. Los cartagineses reunieron una flota más grande que la de los romanos que pretendían utilizar para llevar suministros a sus tropas en la isla, para luego embarcar a gran parte del ejército cartaginés estacionado allí como marinos. Fue interceptada por la flota romana y, en una dura batalla, los romanos, mejor entrenados, derrotaron a la flota cartaginesa, con escasa dotación y mal entrenada, que se encontraba en desventaja por estar cargada con suministros y no contar con toda su dotación de marinos.
Como consecuencia directa, Cartago solicitó la paz y aceptó a firmar el Tratado de Lutacio, por el que Cartago le entregaba Sicilia y pagaba importantes reparaciones de guerra a los romanos. A partir de ese momento, Roma se convirtió en la principal potencia del Mediterráneo occidental y, cada vez más, de toda la región mediterránea.

## Antecedentes

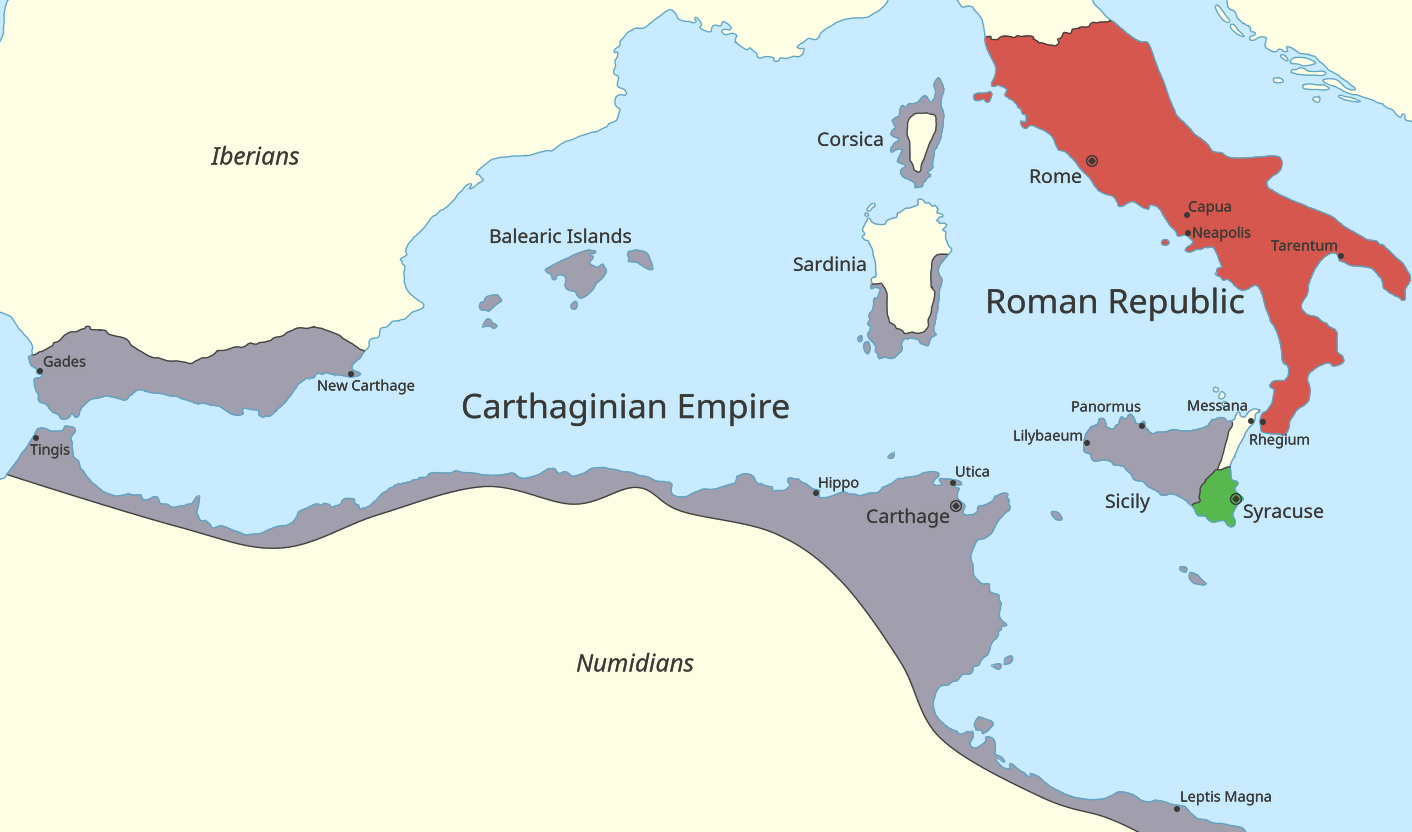
Mapa del Mediterráneo occidental que muestra el territorio controlado por Cartago y Roma al comenzar la primera guerra púnica.

## La batalla

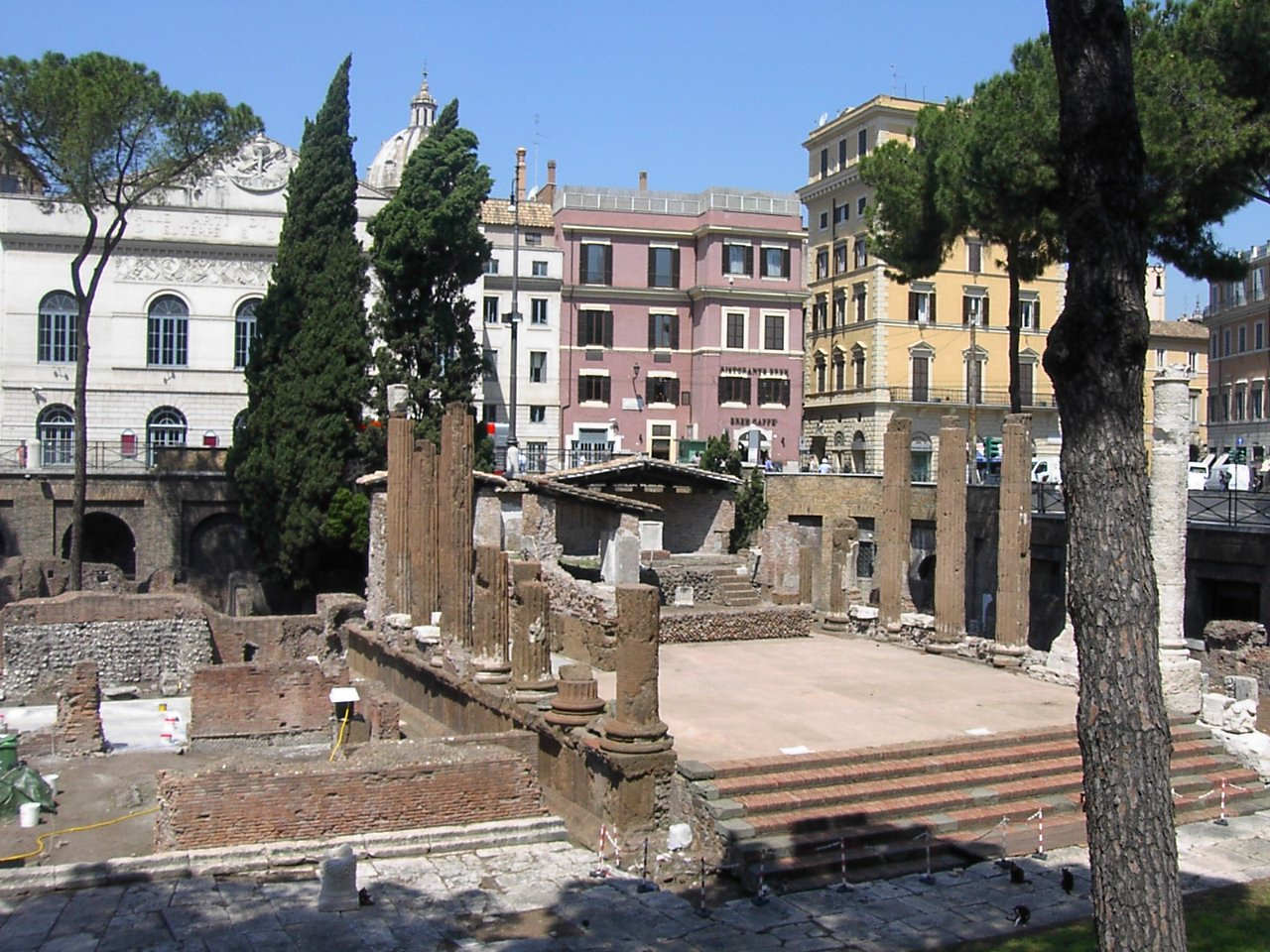
El templo de Largo di Torre Argentina (Roma), construido por Cayo Lutacio Cátulo para celebrar su victoria en las islas Egadas.